# Sepiakronad tyrann
Sepiakronad tyrann (Leptopogon amaurocephalus) är en fågel i familjen tyranner inom ordningen tättingar.

## Utseende och läte
Sepiakronad tyrann är en oansenlig liten tyrann. Den har gråaktigt ansikte med en mörk öronfläck, mörkbrun hjässa och beigefärgade vingkanter. Lätet är en stammande grodlik drill. 

## Utbredning och systematik
Sepiakronad tyrann har ett mycket stort utbredningsområde från södra Mexiko till norra Argentina. Den delas in i sex underarter med följande utbredning:
- Leptopogon amaurocephalus pileatus – tropiska södra Mexiko till Costa Rica och Panama
- Leptopogon amaurocephalus idius – Coiba ön (Panama)
- Leptopogon amaurocephalus diversus – dalgångar i Santa Marta och Magdalena i norra Colombia och västra Zulia
- Leptopogon amaurocephalus orinocensis – tropiska Venezuela till östra Brasilien (Amapá)
- Leptopogon amaurocephalus peruvianus – tropiska östra Colombia till norra Bolivia
- Leptopogon amaurocephalus amaurocephalus – tropiska sydöstra Brasilien, östra Paraguay, norra Argentina och östra Bolivia

### Familjetillhörighet
Arten placeras traditionellt i familjen tyranner. DNA-studier visar dock att Tyrannidae består av fem klader som skildes åt redan under oligocen, pekar på att de skildes åt redan under oligocen, varför vissa auktoriteter behandlar dem som egna familjer. Sepiakronad tyrann med släktingar placeras då i Pipromorphidae.

## Levnadssätt
Sepiakronad tyrann hittas i fuktiga tropiska skogar och skogsbryn. Den ses vanligen i de mellersta skikten, men även i intilliggande gläntor och öppningar. Där kan den hänga sina bron under takfoten på byggnader och ruiner. Fågeln sitter huvudsakligen tystlåtet och upprätt på en gren, varifrån den gör utfall för att fånga insekter från bladverken.

## Status och hot
Arten har ett stort utbredningsområde, men tros minska i antal, dock inte tillräckligt kraftigt för att den ska betraktas som hotad. Internationella naturvårdsunionen IUCN listar arten som livskraftig (LC). Beståndet uppskattas till i storleksordningen en halv till fem miljoner vuxna individer.

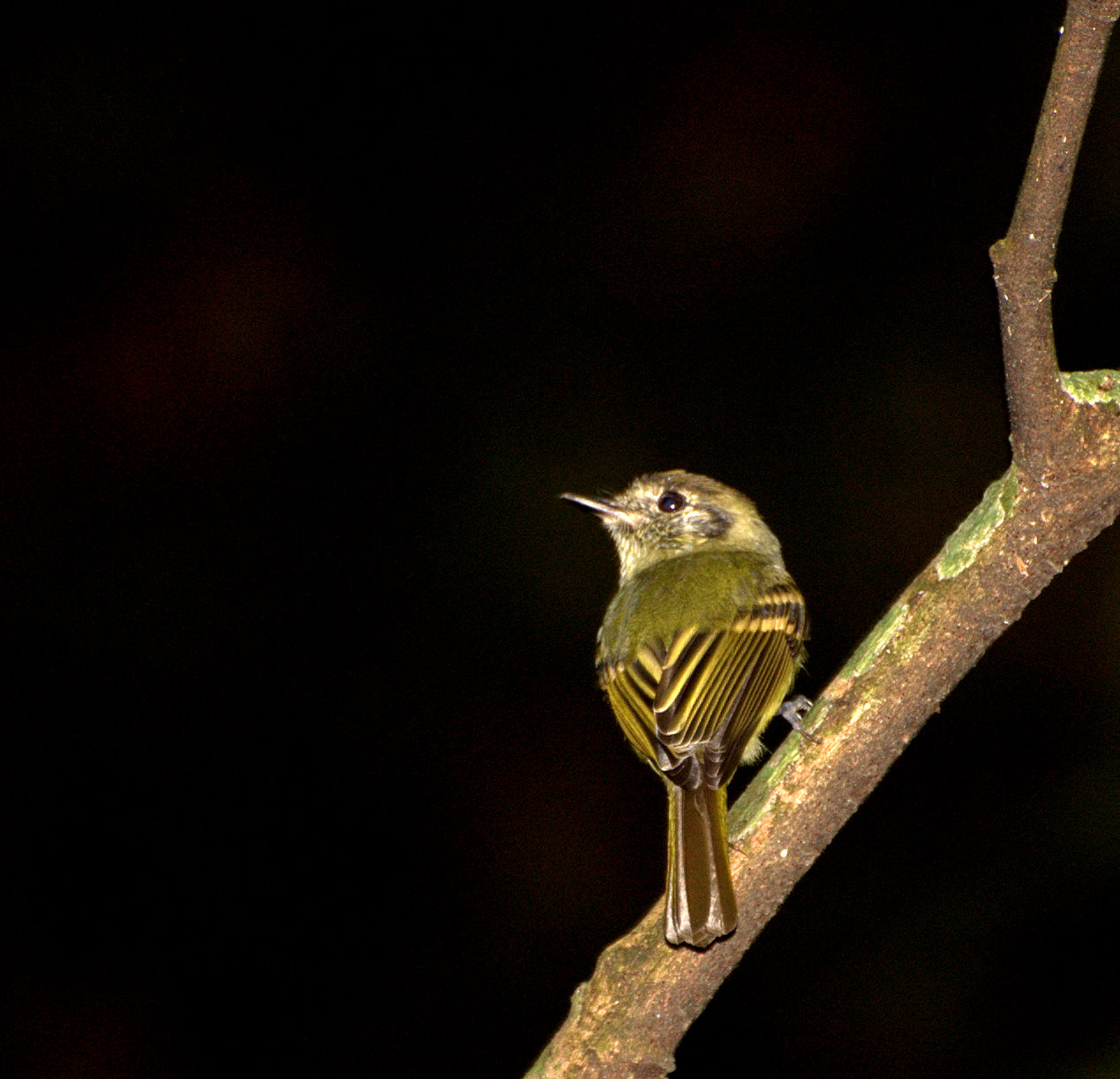
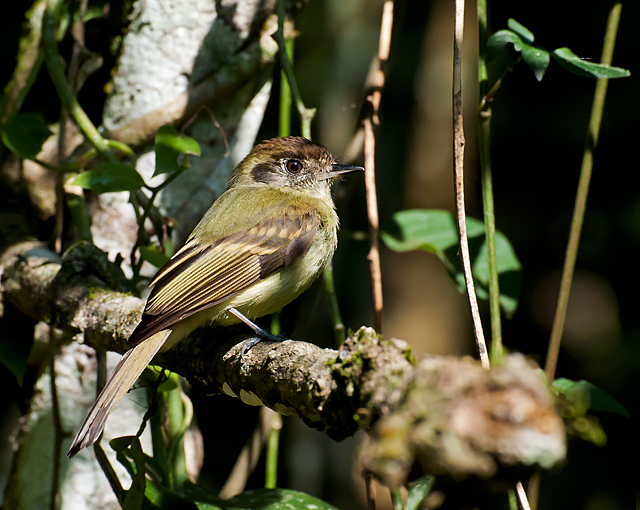